# Take It or Leave It
Take It or Leave It är en film med delvis autentisk, delvis fiktiv handling från 1981 om den brittiska ska/popgruppen Madness. 

## Handling
Filmen börjar i ett regnigt London i januari 1976, då de tre vännerna Lee Thompson, Michael Barson och Christopher Foreman startar bandet The North London Invaders, och slutar i "nutid" (1981) då ett etablerat band går ut mot en skrikande, fullsatt arena någonstans i Storbritannien. Däremellan får man följa ett nystartat bands med- och motgångar, medlemsbyten, mer eller mindre lyckade uppträdanden på Londons klubbar och pubar, motsättningar om bandets utveckling och medlemmarnas vardag vid sidan av musiken med jobb, familjeproblem, pengaproblem m.m., fram till det efterlängtade genombrottet.

## Tillkomsten
David Robinson, chefen för Madness bolag Stiff Records, hade länge velat regissera en långfilm, dittills hade han bara regisserat sina bands musikvideor. Han var fascinerad av de första dagarna i ett bands historia, vad det är som får dem att gå samman och vad som får dem att fortsätta.
Madness var vid den här tiden Stiff's största band, och dessutom fann Robinson deras start tillräckligt intressant att kunna bygga en film på. Han kom med idén i början av 1981, och, efter en viss visad entusiasm, hade han satt igång att intervjua medlemmarna en och en om tiden innan genombrottet, för att sedan bygga ihop deras historier till en enda. Ett par saker ändrades eller överdrevs, för att ge storyn lite extra krydda. Det första manuset skulle dock bli för dyrt att filma, men efter några justeringar satte filmandet igång den 9 mars. Budgeten betalades dels av Madness själva (20000 pund var, = 140000 pund) och 250000 pund kom från Stiff.
Filmteamet återvände till de platser där Madness verkat i sina tidigaste dagar, till exempel deras gamla replokaler, bakgården där deras första spelning ägt rum och puben The Dublin Castle i Camden Town. Tidigare medlemmar medverkade också, som John Hasler och Gary Dovey. Andra personer som spelar sig själva är musikproducenten Clive Langer, managern Zoot Money, vännerna Simon Birdsall, Andrew Chalk och Ian Tokins samt några av medlemmarnas släktingar. I övrigt är det vanliga skådespelare.
För att spara pengar filmades allt i Super 16 mm. format, för att sedan förstoras upp till 35 mm. Detta ger, inte minst början som är filmad i svartvitt, en lite gruskornig bild.
Robinson, som trodde att det inte skulle vara mycket svårare än att göra en musikvideo, var dåligt förberedd på hur långfilmsproduktioner gick till, till exempel att ljudet behövdes spelas in separat från tagningarna, så han fick hyra några ljudarbetare vilket tog en hel del pengar från budgeten. För att spara tid togs de flesta scener bara en gång, och Madness var ovana vid att agera i annat än musikvideor. Trots detta gick inspelningarna relativt bra, och efter tre dagar var allt filmat.

### Svenskt misstag
Efter att inspelningarna avslutats sändes den svartvita inledningen till AB Film-Labor i Sverige för att förstoras upp till 35 mm., men någon (fortfarande okänt vem) överhettade rullarna vid framkallningen, så när de kom tillbaka till Storbritannien var allt utblekt, så de scenerna fick tas om.

## Mottagandet
Reaktionerna vid premiären, som ägde rum i Camden Town Gate den 14 oktober samma år, var blandad. När det meddelades att det skulle göras en film om Madness, väntade sig många, både fans och kritiker, en knäpp, Monty Python-liknande film, liknande bandets musikvideor. Även om filmen innehåller en del komiska scener, är det för det mesta en allvarsam, vardaglig film som, till skillnd från många andra "band-filmer" där det oftast handlar om pressen i music biz och genombrott över en natt, istället tar upp att vara ung, fattig, arbetarklass, och samtidigt försöka hålla ihop ett band."
Den blev heller ingen större succé ekonomiskt. Den var omtalad, och fick biopremiär i Storbritanniens större städer, men den var dåligt marknadsförd, bl.a. hade den ingen trailer eller bioaffisch.
Vad undertecknad vet har den aldrig blivit officiellt visad i Sverige, vare sig på bio eller i TV.

## DVD
2002 släpptes Take It or Leave It på DVD, med kommentatorspår av David Robinson och Madness gitarrist Christopher Foreman.

## Musik
Den mesta musiken i Take It or Leave It är skriven av Madnessmedlemmarna själva, och finns på deras två första album, alt. som b-sidor till deras singlar. Ingen sång är skriven speciellt för filmen. Sången "Take It or Leave It" finns med på Absolutely. De andra sångerna har på något sätt haft betydelse för Madness.
1. "Madness" (Cecil "Prince Buster" Bustamente Campbell)
2. "Stepping Into Line" (Graham McPherson, Christopher Foreman, John Hasler)
3. "Night Boat to Cairo" (Michael Barson, McPherson)
4. "Sign of the Times" (Barson, McPherson)
5. "Solid Gone" (Chas Smash)
6. "One Step Beyond)" (Campbell, med intro av Smash)
7. "Bed and Breakfast Man" (Barson)
8. "The Prince" (Lee Thompson)
9. "Baggy Trousers" (McPherson, Foreman)
10. "Grey Day" (Barson)
11. "My Girl" (Barson)
12. "Take It or Leave It" (Barson, Thompson)
13. "Embarrassment" (Barson, Thompson)
14. "Mistakes" (Barson, Hasler)
15. "That's the Way To Do It" (Foreman)
16. "Rough Kids" (Ian Dury, Harby, framförd av Ian Dury)
17. "Rocking in AB" (Wurlitzer)
18. "Day On the Town" (McPherson, Foreman)
19. "Swan Lake" (Pjotr Tjajkovskij, här omgjord av Barson)
20. "In the Middle of the Night" (McPherson, Foreman)
21. "Don't Quote Me on That" (Smash)
22. "The Business" (Barson)
23. "I'm Walking" (Fats Domino, Bartholomew, framförd av Fats Domino)
24. "On the Beat Pete" (Madness)
25. "Jailhouse Rock" (Jerry Lieber, Mike Stoller)
26. "Don't Look Back" (Foreman)
27. "Reach Out (I'll Be There)" (Holland-Dozier-Holland, framförd av The Four Tops)
28. "Razor Blade Alley" (Thompson)
29. "See You Later Alligator" (Guidry)
30. "Sunshine Boys" (Barson, Thompson)